# Olympische Winterspiele 2006/Eisschnelllauf – Teamverfolgung (Frauen)
Die Teamverfolgung im Eisschnelllauf der Frauen bei den Olympischen Winterspielen 2006 wurden am 16. Februar 2006 im Oval Lingotto ausgetragen. Olympiasieger wurde das Team aus Deutschland vor Kanada und Russland.

## Ergebnisse

### Qualifikation
| Platz | Land | Sportlerinnen                                             | Zeit (min) |
| ----- | ---- | --------------------------------------------------------- | ---------- |
| 1     | RUS  | Jekaterina Abramowa Swetlana Wyssokowa Warwara Baryschewa | 3:03,19    |
| 2     | NOR  | Annette Bjelkevik Hedvig Bjelkevik Maren Haugli           | 3:06,34    |
| 3     | CAN  | Kristina Groves Clara Hughes Shannon Rempel               | 3:06,45    |
| 4     | NED  | Gretha Smit Renate Groenewold Moniek Kleinsman            | 3:06,67    |
| 5     | GER  | Daniela Anschütz-Thoms Sabine Völker Lucille Opitz        | 3:07,07    |
| 6     | USA  | Margaret Crowley Maria Lamb Amy Sannes                    | 3:07,83    |
| 7     | JPN  | Hiromi Ōtsu Maki Tabata (Nami Nemoto)                     | 3:08,34    |
| 8     | CHN  | Ji Jia Wang Fei Zhang Xiaolei                             | 3:18,24    |

### Endrunde
|  | Viertelfinale                              | Viertelfinale                               |                                            |         | Halbfinale | Halbfinale |  |  | A-Finale | A-Finale |
|  |                                            |                                             |                                            |         |            |            |  |  |          |          |
|  | Niederlandevan Deutekom, Wüst, Groenewold  | 3:03,65                                     |                                            |         |            |            |  |  |          |          |
|  | DeutschlandFriesinger, Pechstein, Anschütz | 3:01,52                                     |                                            |         |            |            |  |  |          |          |
|  | DeutschlandFriesinger, Pechstein, Anschütz | 3:01,52                                     | DeutschlandFriesinger, Pechstein, Anschütz | 3:02,72 |            |            |  |  |          |          |
|  |                                            |                                             | DeutschlandFriesinger, Pechstein, Anschütz | 3:02,72 |            |            |  |  |          |          |
|  |                                            | JapanTabata, Nemoto, Ishino                 | 3:05,95                                    |         |            |            |  |  |          |          |
|  | NorwegenH. Bjelkevik, A. Bjelkevik, Haugli | JapanTabata, Nemoto, Ishino                 | 3:05,95                                    | DNF     |            |            |  |  |          |          |
|  | NorwegenH. Bjelkevik, A. Bjelkevik, Haugli |                                             |                                            | DNF     |            |            |  |  |          |          |
|  | JapanTabata, Ōtsu, Ishino                  | –                                           |                                            |         |            |            |  |  |          |          |
|  |                                            |                                             | DeutschlandFriesinger, Pechstein, Anschütz | 3:01,25 |            |            |  |  |          |          |
|  |                                            | KanadaGroves, Hughes, Nesbitt               | 3:02,91                                    |         |            |            |  |  |          |          |
|  | KanadaGroves, Nesbitt, Klassen             | 3:01,24 (OR)                                |                                            |         |            |            |  |  |          |          |
|  | Vereinigte StaatenRaney, Lamb, Rodriguez   | 3:04,59                                     |                                            |         |            |            |  |  |          |          |
|  | Vereinigte StaatenRaney, Lamb, Rodriguez   | 3:04,59                                     | KanadaGroves, Hughes, Klassen              | 3:02,13 |            |            |  |  |          |          |
|  |                                            |                                             | KanadaGroves, Hughes, Klassen              | 3:02,13 |            |            |  |  |          |          |
|  |                                            | RusslandWyssokowa, Baryschewa, Lichatschowa | 3:07,42                                    |         |            |            |  |  |          |          |
|  | RusslandAbramowa, Lobyschewa, Lichatschowa | RusslandWyssokowa, Baryschewa, Lichatschowa | 3:07,42                                    | 3:05,93 |            |            |  |  |          |          |
|  | RusslandAbramowa, Lobyschewa, Lichatschowa |                                             |                                            | 3:05,93 |            |            |  |  |          |          |
|  | Volksrepublik ChinaWang, Zhang, Ji         | 3:08,29                                     |                                            |         |            |            |  |  |          |          |

### Endstand
| Platz | Land | Sportlerinnen                                                                                       | Zeit (min) |
| ----- | ---- | --------------------------------------------------------------------------------------------------- | ---------- |
| 1     | GER  | Daniela Anschütz-Thoms Anni Friesinger Claudia Pechstein Sabine Völker Lucille Opitz                | 3:01,25    |
| 2     | CAN  | Kristina Groves Clara Hughes Christine Nesbitt Cindy Klassen Shannon Rempel                         | 3:02,91    |
| 3     | RUS  | Jekaterina Abramowa Jekaterina Lobyschewa Swetlana Wyssokowa Warwara Baryschewa Galina Lichatschowa | –          |
| 4     | JPN  | Eriko Ishino Hiromi Ōtsu Maki Tabata (Nami Nemoto)                                                  | DNF        |
| 5     | USA  | Catherine Raney Margaret Crowley Maria Lamb Jennifer Rodriguez Amy Sannes                           | 3:04,22    |
| 6     | NED  | Gretha Smit Paulien van Deutekom Ireen Wüst Renate Groenewold Moniek Kleinsman                      | 3:05,62    |
| 7     | NOR  | Annette Bjelkevik Hedvig Bjelkevik Maren Haugli                                                     | 3:06,20    |
| 8     | CHN  | Ji Jia Wang Fei Zhang Xiaolei                                                                       | 3:06,91    |